# Ingolskär
Ingolskär är en ö i Finland. Den ligger i Skärgårdshavet och i kommunen Pargas i den ekonomiska regionen  Åboland i landskapet Egentliga Finland, i den sydvästra delen av landet. Ön ligger omkring 65 kilometer sydväst om Åbo och omkring 190 kilometer väster om Helsingfors.
Öns area är 1,3 hektar och dess största längd är 200 meter i sydväst-nordöstlig riktning.